# Bilhac
Bilhac (fino al 2007 Billac) è un comune francese di 230 abitanti situato nel dipartimento della Corrèze nella regione della Nuova Aquitania.

## Società

### Evoluzione demografica
Abitanti censiti